# Blonde (film, 2022)
Pour les articles homonymes, voir Blond.
Pour plus de détails, voir Fiche technique et Distribution.
Blonde est un drame semi-biographique américain, écrit et réalisé par Andrew Dominik, sorti en 2022.
Il s'agit d'une fiction, en partie biographique, sur Marilyn Monroe. Le scénario est inspiré du roman éponyme de Joyce Carol Oates, qui propose une vision subjective de la vie de l'actrice.
Le film est présenté en avant-première à la Mostra de Venise 2022. Il connaît ensuite une sortie limitée en salles dans quelques pays, avant sa diffusion mondiale sur Netflix.

## Synopsis
Marilyn Monroe, actrice, mannequin et considérée comme un sex-symbol par l’Amérique entière, commence sa carrière mondiale. Entre excès en tout genre, tournages, sexe, drogue, alcool et dépression, l’actrice livre sa vie entière mouvementée.

## Fiche technique
Sauf indication contraire, les informations mentionnées dans cette section peuvent être confirmées par la base de données cinématographiques IMDb,  présente dans la section « Liens externes ».
- Titre original et français : Blonde
- Réalisation : Andrew Dominik
- Scénario : Andrew Dominik, d'après le roman éponyme de Joyce Carol Oates
- Musique : Nick Cave et Warren Ellis
- Costumes : Jennifer Johnson
- Montage : Adam Robinson
- Photographie : Chayse Irvin
- Production : Dede Gardner, Jeremy Kleiner et Brad Pitt
- Société de production : Plan B Entertainment
- Société de distribution : Netflix
- Pays de production :  États-Unis
- Langue originale : anglais
- Format : couleur et noir et blanc
- Genre : drame biographique
- Durée : 167 minutes
- Dates de sortie :
  - Italie : 8 septembre 2022 (Mostra de Venise)
  - France : 9 septembre 2022 (Festival de Deauville)
  - États-Unis : 16 septembre 2022 (sortie limitée en salles)
  - Monde : 28 septembre 2022 (sur Netflix)
- Classification :
  - États-Unis : NC-17 (uniquement pour les spectateurs majeurs)

## Distribution
- Ana de Armas (VF : Claire Baradat) : Norma Jeane Mortenson / Marilyn Monroe
- Adrien Brody (VF : Adrien Antoine) : le dramaturge Arthur Miller
- Bobby Cannavale (VF : Jérémie Covillault) : l'ancien sportif Joe DiMaggio
- Xavier Samuel (VF : Sébastien Desjours) : Charles « Cass » Chaplin Jr.
- Julianne Nicholson (VF : Danièle Douet) : Gladys Pearl Baker (en), la mère de Norma Jeane
- Lily Fisher (VF : Maryne Bertieaux) : Norma Jeane, enfant
- Evan Williams (VF : Anatole de Bodinat) : Edward « Eddy » G. Robinson Jr.
- Toby Huss (VF : Arnaud Arbessier) : Allan « Whitey » Snyder (en)
- David Warshofsky : Daryl « Mr. Z » F. Zanuck
- Caspar Phillipson (VF : Loïc Guingand) : le Président John F. Kennedy
- Dan Butler (VF : Jean-Pol Brissart) : I. E. Shinn
- Sara Paxton (VF : Caroline Victoria) : Mlle Flynn
- Rebecca Wisocky : Yvet
- Tygh Runyan (VF : Alexandre Gillet) : le père de Norma Jeane
- Ryan Vincent : oncle Clive
- Scoot McNairy : Tom Ewell / Richard Sherman
- Catherine Dent : Jean
- Lucy DeVito : la nièce de Joe DiMaggio
- Eric Matheny (en) : Joseph Cotten
- Tatum Shank (VF : Igor Chometowski) : Dick Tracy
- Mary-Pat Green (VF : Michèle Bardollet) : Tracey
- Haley Webb : Brooke
- Eden Riegel : Esther
- Ned Bellamy (VF : Mathieu Buscatto) : Dr Fell
- Patrick Brennan (en) : Joe
- Ravil Isyanov : Billy Wilder
- Michael Masini : Tony Curtis / Josephine
- Chris Lemmon (en) : Jack Lemmon / Daphne
- Garrett Dillahunt : Boss (non crédité)

## Production

### Genèse et développement
Au début des années 2000 : l'écrivaine Joyce Carol Oates sort une biographie fictive sur l'actrice hollywoodienne Marilyn Monroe intitulée Blonde. Le livre se vend à des millions d'exemplaires à travers le monde. Subjugué par le roman, le réalisateur Andrew Dominik souhaite acheter les droits mais ne peut car ces derniers ont été, pour un temps, cédés à CBS pour l'adaptation télévisée sortie en 2001. Ils ne seront accessibles que dix ans plus tard. Andrew Dominik développe alors dès 2010 son projet d'adaptation. Il explique sa fascination pour Marilyn Monroe :

« Pourquoi Marilyn Monroe est-elle la grande icône féminine du XXe siècle ? Pour les hommes, elle est un objet de désir sexuel qui a désespérément besoin d'être secouru. Pour les femmes, elle incarne toutes les injustices infligées au féminin, une sœur, une Cendrillon, condamnée à vivre parmi les cendres [...] Je veux raconter l'histoire de Norma Jeane en personnage central d'un conte de fées ; un enfant orphelin perdu dans les bois d'Hollywood, consumé par cette grande icône du vingtième siècle. »

Le cinéaste décrit ce film comme « plus accessible » que ses précédents projets. Il explique par ailleurs que son script contient « très peu de dialogues » car il préfère « une avalanche d'images et d'évènements ». Par le destin de son personnage historique, et la popularité du roman initial, ce projet d'adaptation cinématographique devient le plus important depuis celui d'Autant en emporte le vent. À Hollywood, toutes les jeunes actrices et celles du moment souhaitent décrocher le rôle.
En mai 2010, Naomi Watts est annoncée dans le rôle principal alors que la production doit débuter en janvier 2011 pour un budget estimé à 20 millions de dollars. Le tournage sera finalement annulé et envisagé pour 2013,. Entre-temps, Andrew Dominik réalise le film Cogan: Killing Them Softly (2012), avec Brad Pitt. Ce dernier exprime alors son intérêt pour le projet sur Marilyn.
En juin 2012, il est annoncé que la société de l'acteur, Plan B Entertainment, participera à la production du film. À cette période, la présence de Naomi Watts est remise en question notamment en raison d'un changement de style du film. En avril 2014, Jessica Chastain est annoncée dans le rôle de Marilyn Monroe. Brad Pitt, qui l'avait côtoyée dans The Tree of Life, aurait insisté pour l'engager,.
Le projet prend finalement du temps à se concrétiser. Andrew Dominik attribue ce problème à des problèmes de financement.

### Attribution des rôles
En mars 2019, Ana de Armas est annoncée en négociation pour le rôle principal, à la place de Jessica Chastain, un temps envisagée. Le réalisateur Andrew Dominik révèle l'avoir choisie notamment après avoir vu sa performance dans Knock Knock (2015). Pour se préparer, l'actrice cubano-espagnole travaille durant un an avec un coach vocal,,.
Plus tard dans l'année, la distribution se complète avec notamment Adrien Brody, Bobby Cannavale, Julianne Nicholson, Garret Dillahunt, Scoot McNairy, Lucy DeVito, Rebecca Wisocky, Ned Bellamy ou encore Dan Butler,.

### Tournage
Le tournage débute à Los Angeles en août 2019.

## Sortie

### Date de sortie
En août 2016, il est annoncé que le film sera distribué par Netflix.
En juin 2021, le réalisateur et producteur français : Thierry Frémaux révèle qu'il voulait que Blonde soit présenté en avant-première au Festival de Cannes 2021. Netflix refuse car le film aurait été présenté hors compétition. Une présentation à la Mostra de Venise 2021 est un temps évoquée avant que le film ne soit repoussé à 2022, apparemment en raison de divergences artistiques entre Netflix et le réalisateur. Netflix reprocherait au réalisateur des scènes de sexe trop violentes et graphiques. Le film sera finalement projeté à la Mostra de Venise deux ans plus tard. Permettant ainsi à Andrew Dominik de se qualifier pour 4 prix dont le Lion d'Or et pour Ana de Armas de recevoir une nomination à la Coupe Volpi de la meilleure interprétation féminine.

### Polémiques
Lors de la sortie de Blonde sur la plateforme de streaming Netflix, le long-métrage d’Andrew Dominik crée de vives controverses. Plusieurs critiques reprochent au film un portrait « machiste » et « misogyne » de la figure de Marilyn Monroe. La pertinence des scènes de sexes et de violence est elle aussi remise en cause. Peu de temps avant et après la sortie du film, l’actrice cubano-américaine Ana de Armas se verra attaquée pour son léger accent dans le film… Le film interroge le rôle de la femme dans l’industrie du cinéma. Andrew Dominik est critiqué par les médias qui le qualifient de réalisateur phallocentrique. Face à ces attaques virulentes, l'écrivaine Joyce Carol Oates à l'origine du roman éponyme (2001) prendra la défense du cinéaste. Tandis que l'acteur Brad Pitt, coproducteur du long-métrage défendra à la fois le travail de Dominik et la performance d'Ana de Armas.
Plusieurs célébrités montrent leur désaccord en appelant au boycott du long-métrage. Notamment Emily Ratajkowski, Courtney Stodden. D'autres, à l'inverse, soutiennent le film comme Colin Farrell, Naomi Watts, ou encore Jessica Chastain. Cependant la plus grosse polémique que déclenche le film concerne le traitement de l'avortement fait dans le film. Le Planning familial accuse le film d'être pro-vie et antidémocratique. Face aux attaques virulentes reçues, Andrew Dominik nie toute accusation. Le film sera défendu par la militante française Aliette Espieux[réf. nécessaire].
La romancière Joyce Carol Oates, qui avait pu voir une version du film, avait cependant déclaré que le film était « surprenant, brillant, dérangeant et étonnamment féministe dans son interprétation ».

## Distinctions

### Récompenses
- 2022 : Prix du nouvel Hollywood pour Ana de Armas
- Razzie Awards 2023 : pire film et pire scénario

### Nominations
- Mostra de Venise 2023 :
  - Prix du meilleur scénario pour Andrew Dominik
  - Prix spéciale du jury pour Andrew Dominik
  - Lion d'Or - meilleur réalisateur pour Andrew Dominik
  - Lion d'Argent - meilleur film pour Andrew Dominik
  - Coupe Volpi de la meilleure interprétation féminine pour Ana de Armas
- Oscars 2023 : Meilleure actrice pour Ana de Armas
- Golden Globes 2023 : meilleure actrice dans un film dramatique pour Ana de Armas
- London's Film Critics Circle 2023 (en) :  meilleure actrice de l'année pour Ana de Armas
- Razzie Awards 2023 : 
  - pire remake/adaptation ou suite,
  - pire acteur dans un second rôle pour Xavier Samuel
  - pire acteur dans un second rôle pour Evan Williams
  - pire couple à l'écran pour Andrew Dominik et les actrices sadomaso
  - pire réalisateur - Andrew Dominik

### Sélections
- Mostra de Venise 2022 : sélection officielle, en compétition
- Festival de Deauville 2022 : hors compétition